# Sfântul Pantelimon (stație de metrou)
Sfântul Pantelimon este o stație planificată de metrou din București. Se va afla în Sectorul 2, în zona spitalului Sfântul Pantelimon, la o adâncime de −13 m.